# Dunstanetta johnstoneorum
Dunstanetta johnstoneorum är en utdöd fågel i familjen änder inom ordningen andfåglar. Den beskrevs 2007 utifrån fossila lämningar från miocen funna i Nya Zeeland.